# Referéndum de Ecuador de 1997
El Referéndum de Ecuador de 1997, más conocido como Consulta Popular 1997, se realizó el 25 de mayo de 1997, el cual fue un referéndum para establecer la Asamblea Constituyente que con facultades plenipotenciarias redactó la Constitución de Ecuador de 1998.

## Fecha
La consulta popular fue efectuada el domingo 25 de mayo de 1997, para ratificar en el cargo al  presidente Dr. Fabián Alarcón, luego de haber sido destituido del cargo al abogado Abdalá Bucaram; también se consulta al pueblo sobre la convocatoria a la Asamblea Constituyente para que ejecute las reformas a la Constitución de 1978.

## Preguntas
Las preguntas de la consulta popular fueron:
- Pregunta 1

¿Ratifica usted el mandato popular de las jornadas de febrero
ejecutado en las decisiones del Congreso Nacional que, entre otras
resolvió cesar en las funciones de Presidente Constitucional de la
República al Abog. Abdalá Bucaram y designar en su reemplazo
al Dr. Fabián Alarcón Rivera, Presidente Constitucional Interino
por el periodo fijado por la función legislativa?
- Pregunta 2

¿Está usted de acuerdo con la resolución del Congreso Nacional
que, al cesar en sus funciones al expresidente Constitucional
de la República Abog. Abdalá Bucaram, eligió como Presidente
Constitucional Interino de la República al Dr. Fabián Alarcón
Rivera, hasta el 10 de agosto de 1998?
- Pregunta 3

¿Está usted de acuerdo en que se convoque a una Asamblea
Nacional con el exclusivo propósito de que reforme la
Constitución Política de la República?
- Pregunta 4

¿Al convocar a la Asamblea Nacional, cuál de las siguientes
alternativas escogería usted para su conformación?
a. Todos los miembros serán elegidos mediante voto popular.
b. Una parte de sus miembros será elegida por votación popular
y la otra por representantes de instituciones y organizaciones
del Estado y de la Sociedad Civil?
- Pregunta 5

¿Está usted de acuerdo que se fijen límites a los gastos
electorales y se establezcan mecanismos para controlar el
origen de los recursos destinados a las campañas electorales?
- Pregunta 6

¿Para la elección de Diputados, Concejales Municipales y
Consejeros Provinciales, con cual de las dos alternativas de
elección está usted de acuerdo?
a. Votación por lista completa, como es ahora.
b. Votación escogiendo nombres de cada lista o entre listas
- Pregunta 7

¿Para la elección de Diputados, con cuál alternativa está
usted de acuerdo?
a. Elección en la primera vuelta de las elecciones
presidenciales
b. Elección en la segunda vuelta de las elecciones
presidenciales, o en un comicio especial, si no hay segunda vuelta.
- Pregunta 8

¿Está usted de acuerdo en que sean borrados del Registro
Electoral los partidos y organizaciones políticas que en dos
elecciones pluripersonales sucesivas, no hubiesen alcanzado el
porcentaje mínimo del 5% de los votos válidos a nivel nacional?
- Pregunta 9

¿Está usted de acuerdo que el Tribunal Supremo Electoral se
integre con un representante de cada una de las listas que
hubiese obtenido las más altas votaciones en elecciones
pluripersonales de alcance nacional, de acuerdo a lo que
dispone la ley?
- Pregunta 10

¿Está usted de acuerdo que el Congreso Nacional designe, con
las dos terceras partes de los votos de sus integrantes, a los
titulares de los organismos de Control, sin necesidad de
ternas enviadas por el Presidente de la República?
- Pregunta 11

¿Considera Usted necesario modernizar la Función Judicial;
reformar el sistema de designación de los magistrados de la
Corte Suprema de Justicia, para que su origen sea la propia
Función Judicial; nombramientos sin sujeción a períodos fijos
que observen los criterios de profesionalización y de carrera
judicial que establezca la ley?
- Pregunta 12

¿Está usted de acuerdo que el Consejo de la Judicatura que
establece la Constitución Política cumpla funciones
administrativas y que sus miembros sean designados por la
Corte Suprema de Justicia?
- Pregunta 13

¿Está usted de acuerdo que la Constitución Política contemple
el principio de la revocatoria del mandato de quienes,
habiendo sido elegidos por el voto popular incumplan con las
normas morales, legales y de eficiencia atinentes al ejercicio
de sus funciones, de conformidad con la ley?
- Disposición Final

¿Dispone usted que el Congreso Nacional incorpore como
reformas a la Constitución Política de la República el mandato
de esta consulta dentro del plazo de 60 días contados a
partir de la fecha de la publicación de sus resultados
oficiales en el Registro Oficial?

## Resultados
Los resultados finales  ratificaron la salida de Abdalá Bucaram de la
Presidencia y de la designación de Fabián Alarcón como
presidente interino. Trajo como consecuencia la instalación de la  Asamblea Constitucional pero luego se autodenominó Constituyente. La Asamblea Redactó una nueva Constitución y legalizó el gobierno de Fabián Alarcón. 
| Preguntas   | Sí        | Sí         | No        | No         | Blancos | Blancos    | Nulos     | Nulos      |
| Preguntas   | Votos     | Porcentaje | Votos     | Porcentaje | Votos   | Porcentaje | Votos     | Porcentaje |
| ----------- | --------- | ---------- | --------- | ---------- | ------- | ---------- | --------- | ---------- |
| Pregunta 1  | 2.488.778 | 60.95%     | 796.154   | 19.49%     | 409.575 | 10.03%     | 388.599   | 9.51%      |
| Pregunta 2  | 2.241.229 | 54.92%     | 1.036.722 | 25.40%     | 412.351 | 10.10%     | 390.251   | 9.56%      |
| Pregunta 3  | 1.903.962 | 46.67%     | 1.044.188 | 25.60%     | 481.525 | 11.80%     | 649.146   | 15.91%     |
| Pregunta 4  | 1.454.306 | 35.70%     | 975.807   | 23.95%     | 545.134 | 13.38%     | 1.098.297 | 26.96%     |
| Pregunta 5  | 1.999.776 | 49.01%     | 862.377   | 21.13%     | 501.253 | 12.28%     | 716.825   | 17.56%     |
| Pregunta 6  | 1.170.865 | 28.73%     | 1.254.663 | 30.79%     | 525.904 | 12.90%     | 1.123.407 | 27.56%     |
| Pregunta 7  | 1.469.052 | 36.05%     | 927.290   | 22.75%     | 483.451 | 11.86%     | 1.194.820 | 29.32%     |
| Pregunta 8  | 1.892.180 | 46.38%     | 872.330   | 21.30%     | 410.024 | 10.05%     | 904.923   | 22.18%     |
| Pregunta 9  | 1.592.945 | 39.07%     | 1.122.234 | 27.52%     | 448.811 | 11.00%     | 913.116   | 22.39%     |
| Pregunta 10 | 1.373.957 | 33.70%     | 1.333.339 | 32.70%     | 471.582 | 11.56%     | 897.865   | 22.02%     |
| Pregunta 11 | 1.651.162 | 40.51%     | 1.067.724 | 26.19%     | 468.038 | 11.48%     | 888.468   | 21.80%     |
| Pregunta 12 | 1.512.406 | 37.11%     | 1.189.976 | 29.19%     | 482.474 | 11.83%     | 890.457   | 21.85%     |
| Pregunta 13 | 1.615.292 | 39.64%     | 1.065.850 | 26.15%     | 460.098 | 11.29%     | 933.379   | 22.90%     |
| Pregunta 14 | 1.790.383 | 43.95%     | 886.459   | 21.76%     | 423.512 | 10.39%     | 972.747   | 23.88%     |